# Distorted Reality
Distorted Reality är ett tysk/amerikanskt synthpopband med medlemmarna Martha M. Arce (sång) och Christian Kobusch (keyboard, synthesizer).

## Diskografi
Studioalbum
- The Fine Line between Love and Hate (EU-version) (2002; Accession Records), Europa
- The Fine Line between Love and Hate (USA-version) (2003; Nilaihah Records), USA / Kanada
- Daydreams and Nightmares (2006; Nilaihah Records), USA / Kanada
- Daydreams and Nightmares (2006; Dark Dimsn (Soulfood Music)), Europa